# Xulia Vicente Jiménez
Xulia Vicente Jiménez (Cariño, 1993) és una il·lustradora i autora de còmic gallega.
Va formar-se a la Universitat Politècnica de València, on prompte va fer tàndem artístic amb Núria Tamarit. Juntes varen participar en el fanzine Sacoponcho. També il·lustraren els llibres de la sèrie Anna Dédalus, escrits per Miguel A. Giner Bou i en 2016 publiquen a La Cúpula la seua primera novel·la gràfica, Duerme Pueblo. Esta novel·la gràfica, basada en els jocs de taula i de misteri, també va ser el seu treball final de carrera.
Aquell mateix any publicaria Ari, cazador de dragones, amb guió de Manuel Gutiérrez.